# 기요나가 다케루
기요나가 다케루(일본어: 清永 丈瑠, 1994년 10월 24일~)는 일본의 축구 선수이다.

## 구단 경력
그는 2017년 J2리그의 레노파 야마구치 FC에 입단했다. 2021년 J3리그의 가이나레 돗토리로 이적했다. 2022년까지 31경기에 출전하여, 6득점을 넣었다.